# Alexander Goehr
Pour les articles homonymes, voir Goehr.
Alexander Goehr, né le 10 août 1932 à Berlin (Allemagne) et mort le 26 août 2024 dans le Cambridgeshire (Royaume-Uni), est un compositeur britannique.

## Biographie

### Jeunesse et formation
Alexander Goehr est né le 10 août 1932 à Berlin, et sa famille s'est installée au Royaume-Uni alors qu'il était âgé de quelques mois seulement. Alexandre venait d'une famille très musicienne : sa mère Laelia était une pianiste de formation classique, et son père, Walter Goehr, était un élève de Schoenberg et un chef d'orchestre pionnier de Schoenberg, Messiaen (il a dirigé la première britannique de la Turangalîla-Symphonie en 1953) et Monteverdi. Enfant, Alexander a grandi dans une famille en contact permanent avec des compositeurs, y compris Mátyás Seiber et Michael Tippett.
Les efforts d'Alexander Goehr pour devenir compositeur n'ont pas été beaucoup encouragés par son père, qui lui a d'abord proposé de faire des études classiques à l'université d'Oxford, mais il est allé plutôt étudier la composition au Royal Manchester College of Music, avec Richard Hall.
Au cours de ses études de composition, Alexander Goehr se lie d'amitié avec de jeunes compositeurs comme Peter Maxwell Davies et Harrison Birtwistle et avec le pianiste John Ogdon, avec qui il a fondé le New Music Manchester Group. Un événement majeur dans le développement de Goehr a été la première britannique de la Turangalîla-Symphonie d'Olivier Messiaen, dirigée par son père. L'intérêt pour la musique non-occidentale (par exemple le râga indien) a été déclenché par la rencontre avec la musique de Messiaen combinée avec l'intérêt pour les modes médiévaux (en) partagé avec Peter Maxwell Davies et Harrison Birtwistle. Cela a largement influencé les premières compositions musicales de Goehr. Ses premières œuvres datent de ces années : Songs for Babel (1951) et la Sonate pour piano, op. 2, qui a été dédiée à la mémoire de Prokofiev, décédé cette année.
En 1955, Alexander Goehr quitte Manchester pour aller à Paris étudier avec Messiaen, et y reste jusqu'en octobre 1956. La vie musicale de Paris a eu une grande influence sur Alexander Goehr, qui est devenu l'ami de Pierre Boulez et a été impliqué dans le mouvement d'avant-garde sérielle de ces années-là. Goehr expérimente la technique de Boulez du bloc sonore, en particulier dans son premier Quatuor à cordes de 1956 à 1957. Boulez était une sorte de mentor pour Alexander Goehr à la fin des années cinquante, présentant ses nouvelles compositions dans ses concerts au Théâtre Marigny à Paris.
Finalement, la sensibilité de Goehr se sépare du sérialisme de Boulez. Pour Alexander Goehr, le sérialisme était devenu un culte de la pureté stylistique, se modelant sur le dodécaphonisme de Anton Webern. Toute référence à une autre musique était interdite et méprisée, et le choix spontané devait être remplacé par les lois combinatoires du sérialisme.

### Retour au Royaume-Uni, 1956-1976
À son retour au Royaume-Uni, Alexander Goehr s'est fait remarquer en tant que compositeur avec l'exécution de sa cantate The Deluge en 1957 dirigée par son père. C'est une œuvre importante et ambitieuse, inspirée par les écrits de Sergueï Eisenstein, l'une des nombreuses sources d'inspiration extra-musicales de Goehr. L'univers sonore peut être considéré comme parent de celui des cantates dodécaphoniques de Webern, mais Alexander Goehr s'efforce implicitement de maintenir une tension harmonique constante et la sonorité pleine des cantates Eisenstein de Prokofiev. Le genre de la cantate est celui que Goehr explorera encore et encore tout au long de sa carrière.
En effet, après le succès de The Deluge, Alexander Goehr a reçu la commande d'une nouvelle cantate, Sutter's Gold pour chœur, baryton et orchestre. Toutefois, la nouvelle œuvre s'est avérée très impopulaire en particulier de la part des chanteurs, qui la trouvaient incroyablement difficile à interpréter. En effet, la difficulté de l'exécution est l'une des raisons pour lesquelles Sutter's Gold a été rejeté par la critique lors de son interprétation au festival de Leeds en 1961. Cette débâcle, cependant, a eu un impact constructif sur Alexander Goehr : plutôt que de rejeter la critique, il a véritablement essayé de répondre aux questions qui se posent à un compositeur d'avant-garde.
Malgré cela, Alexander Goehr a continué à composer des œuvres chorales. Encouragé par son amitié avec le chef de chœur John Alldis, qui s'est fortement engagé dans la nouvelle musique, Alexander Goehr a composé ses Two Choruses en 1962, où il a utilisé pour la première fois la combinaison de la modalité et du sérialisme, ce qui restera sa principale ressource technique pendant les quatorze ans qui suivent. Sa recherche d'un modèle du sérialisme qui pourrait permettre la liberté d'expression a conduit à sa célèbre Little Symphony, op. 15 (1963). Il s'agit d'un monument à la mémoire du père d'Alexander Goehr, chef d'orchestre et compositeur, qui était mort brutalement. Elle est basée sur un accord-séquence modelé sur (mais sans le citer) le mouvement « Catacombes » des Tableaux d'une exposition de Moussorgski (car son père avait fait une analyse harmonique détaillée de ce mouvement inhabituel).
Cette approche souple du sérialisme, l'intégration d'une base harmonique avec l'utilisation de blocs sonores et des modes est très représentatif du type d'écriture qu'Alexander Goehr a développé comme une alternative aux restrictions du sérialisme strict. Ce n'est pas par hasard que Boulez — qui avait déjà facilité l'exécution de sa musique — refusé de programmer la fameuse Little Symphony, Op. 15 (1963). Alexander Goehr s'était soigneusement écarté du style de son époque parisienne.
Les années soixante ont vu Alexander Goehr fonder le Wardour Castle Summer School avec Peter Maxwell Davies et Harrison Birtwistle en 1964, et surtout, c'est le moment où Alexander Goehr commence à se préoccuper de l'opéra et du théâtre musical. En 1966, il écrit son premier opéra, Arden Must Die' , sur un livret écrit par Erich Fried ((Arden Muss Sterben).
En 1967, il fonde le Music Theatre Ensemble, et en 1971, il termine un cycle en trois parties de la musique pour le théâtre — Tryptich — composé de trois œuvres : Naboth's Vineyard (1968) et Shadowplay (1970) ont tous deux été explicitement écrits pour le Music Theatre Ensemble tandis que la Sonata about Jerusalem plus tardive (1971) a été commandée par Testimonium, Jérusalem et interprété par l'Orchestre de chambre d'Israël et Gary Bertini.
La fin des années soixante a également vu le début d'une série de postes universitaires prestigieux pour Alexander Goehr. En 1968-9, il est compositeur en résidence au New England Conservatory of Music, à Boston, et a continué à enseigner à l'université Yale en tant que professeur de musique associé. Alexander Goehr est retourné au Royaume-Uni en tant que professeur invité à l'université de Southampton (1970-1971). En 1971, il a été nommé professeur de musique à l'université de Leeds. Alexander Goehr a quitté Leeds en 1976 quand il a été nommé professeur de musique à l'université de Cambridge où il a enseigné jusqu'à sa retraite en 1999. À Cambridge, il est devenu membre du Trinity Hall.

### 1996–2009
Bien que les dix dernières années de la production d'Alexander Goehr n'ont pas obtenu le même accueil (à la fois en termes d'études académiques ou de nombre d'interprétations) que pour ses créations précédentes, elles représentent sans doute la période la plus intéressante du travail de composition d'Alexander Goehr. La dernière décennie est annoncée par l'opéra Kantan and Damask Drum de 1999, créé à l'Opéra de Dortmund. Cet opéra se compose en fait de deux pièces issues de la tradition du théâtre Nô japonais, séparées par un kyōgen, intermède humoristique court. Les textes japonais remontent au XVe siècle et ont été adaptés par le compositeur pour l'opéra. Le langage musical délicieux ne se livre pas à l'orientalisme, mais plutôt le dialogue entre la musique et le théâtre Nô anime l'ensemble de l'œuvre. Encore une fois, dans Kantan and Damask Drum, la recherche se poursuit pour une synthèse expressive, entre les traditions occidentales et orientales, entre le passé et le présent.
Dans les années suivantes, Goehr se consacre presque exclusivement à la musique de chambre. C'est peut-être une réponse aux difficultés qu'il a rencontrées dans la mise en scène de ses opéras : le montant limité de l'apport financier nécessaire à un concert de musique de chambre permet à la musique et à l'interprétation de s'aventurer hors des sentiers battus tout en permettant au compositeur plus de contrôle sur la qualité de l'interprétation. Grâce à la musique de chambre, Goehr gagne une spontanéité rythmique et harmonique sans précédent, tandis que sa inspiration reste toujours ouverte aux musiques et images d'autres temps et d'autres lieux : le Quintette avec piano (2000) et la Fantaisie pour violoncelle et piano (2005) sont hantés par de riches sonorités d'une qualité rappelant Maurice Ravel.
L'ensemble des pièces pour piano Symmetries Disorder Reach (2007) est une suite baroque à peine déguisée, hantée par l'esprit du premier Berg. Marching to Carcassonne (2003) flirte avec le néo-classicisme et Stravinsky, et Manere pour violon et clarinette (2008), basé sur un fragment de plain-chant médiéval, est une incursion typique dans l'art de l'ornement musical. Également écrit en 2008 est Since Brass nor Stone pour quatuor à cordes et percussion (2008), un mémorial à Pavel Haas. Inspirée par un sonnet de Shakespeare, dont elle emprunte son titre, cette œuvre est représentative de l'inventivité d'Alexander Goehr dans les compositions de musique de chambre de cette époque. Alexander Goehr est revenu ensuite à l'opéra avec Promised End, inspiré par le roi Lear de Shakespeare, qui a été mis en scène en 2010 par English Touring Opera.
En 2004, Alexander Goehr a reçu un doctorat d'honneur en musique de la part de l'université de Plymouth.

## Étudiants notables

### Compositeurs
- Thomas Adès
- Julian Anderson
- David Babcock
- George Benjamin
- Chen Yi
- Francesco Cilluffo
- Edward Cowie
- David Froom
- Ge Gan-Ru
- Anthony Gilbert
- Robin Holloway
- Silvina Milstein
- Bayan Northcott
- Geoffrey Poole
- Nick Sackman
- Gil Shochat
- Roger Smalley
- Jeremy Thurlow
- Jack van Zandt
- Michael Wolpe
- Ye Xiaogang
- Zhou Long

### Musicologues
- Nicholas Cook
- Jonathan Dunsby
- John Rink
- Nicholas Williams

## Liste des œuvres
(août 2024).

### Liste chronologique des œuvres
- 1951: Songs of Babel
- 1952: Sonate pour piano Op. 2
- 1954: Fantasias for cl. and piano Op. 3
- 1957: Capriccio for piano, op.6
- 1957-8: The Deluge, op. 7
- 1959: Variations for flute and piano, op.8; Four Songs from the Japanese, op.9; Sutter's Gold, op.10
- 1956-57: Quatuor à cordes no 1
- 1959-61: Hecuba's Lament, op.12
- 1961: Suite, op.11
- 1961-2: Concerto pour violon, op.13
- 1962: Two Choruses, op.14
- 1963: Virtutes, a cycle of nine songs and melodramas, Little Symphony, op.15; Little Music for Strings, op.16
- 1964: Five Poems and an Epigram of William Blake, op.17; Three Pieces for Piano, op.18
- 1965: Pastorals, op.19
- 1966: Piano Trio, op.20; Arden Muss Sterben (Opéra) Op. 21
- 1966-67: Warngedichte (por Mezzo et piano) Op. 22
- 1967: Three Pieces from Arden must Die Op. 21a; Quatuor à cordes no 2, op.23
- 1968: Romanza for cello and orchestra, op.24; Naboth's Vineyard, op.25
- 1969: Konzertstück, op.26; Nonomiya, op.27; Paraphrase for clarinet, op.28; Symphony in One Movement, op.29
- 1970: Shadowplay, op.30; Concerto for Eleven, op.32
- 1971: Sonata about Jerusalem, op.31
- 1972: Concerto pour piano, op.33
- 1973-4: Chaconne for Wind, op.34
- 1975?: Lyric Pieces, op.35; Metamorphosis/Dance, op.36
- 1976: Quatuor à cordes no 3, op.37; Psalm IV, op.38a; Fugue on the Notes of Psalm IV, op.38b
- 1977: Romanza on the Notes of Psalm IV, op.38c
- 1979: Babylon the Great is Fallen (cantate) op.20; Chaconne for organ, op.34a; Das Gesetz der Quadrille, op.41; Sinfonia, op.42
- 1981: Deux Études, op.43; Behold the Sun (dramatic scena), op.44a
- 1985: Behold the Sun (Opera) ...a musical offering (J.S.B. 1985)... op.46; Two Imitations of Baudelaire, op.47
- 1986: Symphony with Chaconne, op.48
- 1988: Eve Dreams in Paradise, op.49; In real time, op.50
- 1990: Sing Ariel, op.51; Quatuor à cordes no 4, op.52
- 1992: The Death of Moses (cantate) op.53; Colossos or Panic for orchestra op.55
- 1993: The mouse metamorphosed into a maid for unaccompanied voice, op. 54
- 1995: Arianna, op. 58
- 1996: Schlussgesang for orchestra op.61; Quintet "Five objects Darkly", op.62
- 1996: Three Songs op.60
- 1997: Idées Fixes for ensemble op.63; Sur terre, en l'air, op.64
- 1999: Kantan and Damask Drum
- 2000: Piano Quintet, op. 69; Suite op.70
- 2002: A second musical offering, op.71; Around Stravinsky, op.72; Symmetry Disorders Reach for piano, op. 73
- 2003: Marching to Carcassonne, op.74; Adagio (Autoporträt), op.75
- 2004: Dark Days, op.76
- 2005: Fantasie, op.77
- 2006: Broken Lute, op.78
- 2008: Since Brass, nor Stone...fantasy for Quatuor à cordes and percussion op. 80; manere, duo for clarinet and violin op. 81; Overture for ensemble, op. 82
- 2008-9: Promised End, opera in twenty-four preludes (scenes) to words from Shakespeare's King Lear, op. 83
- 2009: Broken Psalm for mixed choir (SATB) and organ, op. 84
- 2010: Turmmusik (Tower Music) for two clarinets, brass and strings with baritone solo, op. 85
- 2011: When Adam Fell for orchestra

### Liste des œuvres classées par genre

#### Musique de chambre
- Suite, op.11
- Quatuor à cordes no 3, op.37
- A musical offering (J.S.B. 1985)..., op.46,
- Quintet "Five objects Darkly", op.62
- Idées Fixes for ensemble op.63
- Since Brass, nor Stone...fantasy for Quatuor à cordes and percussion op. 80

#### Musique vocale
- The Deluge (cantate). op. 7
- Psalm IV, op.38a,
- Das Gesetz der Quadrille, op.41
- Sing Ariel (cantate) op.51,
- The Death of Moses (cantate) op.53
- Three Songs op.60

#### Musique orchestrale
- Little Symphony, op.15,
- Metamorphosis/Dance, op.36
- Sinfonia, op.42
- Symphony with Chaconne, op.48
- Colossos or Panic for orchestra op.55
- Schlussgesang for orchestra op.61

#### Opéras
- Arden Must Die
- Behold the Sun,
- Arianna, op. 58
- Kantan and Damask Drum
- Promised End